# 초월명상

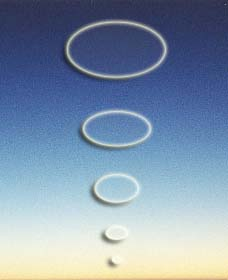

초월명상(超越瞑想, 영어: Transcendental Meditation, TM)은 인도의 마하리시 마헤쉬 요기가 만든 명상법이며, 전세계에서 가장 널리 수행하는 명상법 중에 하나이다.

## 역사
초월명상은 인도 베다 시대의 전통에 기원을 둔다. 1955년 인도의 마하리시 마헤쉬 요기가 스승인 스와미 브라만다 사라느와티로부터 배운 초월명상을 일반인들에게 가르치기 시작했다.
동양 종교에 관심이 많았던 영국 록그룹 비틀즈, 그 중에서도 멤버 조지 해리슨이 심취하면서 전 세계적으로 파장을 일으키기도 했던 초월명상은 미국 유명 토크쇼 진행자 오프라 윈프리 등이 즐기는 것으로 알려졌다.

## 명상법
소리나 만트라(주문)을 이용해 초월명상을 하며, 15-20분씩 하루에 2회 명상한다. 공인자격을 취득한 교사가 명상법을 가르친다.

## 같이 보기
- 옴 마니 반메 훔